# Leeuwarderadeel
Leeuwarderadeel hollandiai község Hollandiában, Frízföld tartományban. Lakosainak száma 10 133 fő (2017. augusztus 1.).

## Földrajza
Leeuwarderadeel Tytsjerksteradiel, Ferwerderadiel, Menameradiel, Het Bildt és Leeuwarden községekkel határos.